# 木村家の人びと
『木村家の人びと』（きむらけのひとびと）は、谷俊彦の小説及びそれを原作とした1988年公開の日本映画。1986年に第4回小説新潮新人賞を受賞。

## 概要
木村家では家族一丸となってお金を稼ぐことに夢中になっている。朝は弁当作りから始まり、通勤は白タク、会社では閑職であることを利用して朝作った弁当販売など様々な商売をする。バブル期の日本を舞台に、異常に金銭に執着する一家を明るいタッチで描いたコメディー映画である。

## キャスト
- 鹿賀丈史（木村肇）

職業は普通の会社員だが、「お金儲け」が趣味で色々な副業をしている。
- 桃井かおり（木村典子）

肇の妻で照美＆太郎の母。肇と共に「お金儲け」に夢中。
- 岩崎ひろみ（木村照美）

肇＆典子夫妻の娘。両親に似てちゃっかりした性格。
- 伊崎充則（木村太郎）

肇＆典子夫妻の息子で照美の弟。小学生。一家の中では一番常識人。
- 柄本明（雨宮晋一）

典子の兄で、照美と太郎の伯父。木村家の「お金儲け」活動に嫌気がさしている太郎を気にかけており、太郎を引き取る事を考える。
- 木内みどり（雨宮小百合）

晋一の妻。晋一と共に太郎の事を気にかけている。
- 風見章子（雨宮ミツ）

典子の母で、照美と太郎の祖母。
- 小西博之（高倉正志）

木村家の隣人。「お金儲け」活動で木村家と張り合う。
- 清水ミチコ（高倉さやか）

正志の妻。
- 中野慎（高倉拳）
- 加藤嘉（時次郎）
- 木田三千雄（松吉）
- 奥村公延（竹吉）
- 多々良純（梅吉）
- 露原千草（富士江）
- 辻伊万里（鷹江）
- 今井和子（那須江）
- 酒井敏也（広野）
- 鳥越マリ（安代）
- 池島ゆたか（係長）
- 上田耕一（課長）
- 江森陽弘（神河内先生）
- 津村鷹志（校長先生）
- 竹中直人（隠れクズ屋）
- 螢雪次朗（ダンス教師）
- ルパン鈴木（新聞店主）
- 山口晃史（貧婪な学生）
- 三輝みきこ（OL）
- 小林憲二（蕎麦屋Ａ）
- 野坂きいち（蕎麦屋Ｂ）
- 江崎和代（淫らな主婦）
- 橘雪子（淡白な主婦）
- ベンガル（中年男）

## スタッフ
- 監督：滝田洋二郎
- 企画：村上光一、山田耕大
- プロデューサー：宮島秀司、河井真也
- 制作：メリエス
- 脚本：一色伸幸
- 原作：谷俊彦
- 撮影：志賀葉一
- 美術：中澤克巳
- 照明：矢部一男
- 音楽：大野克夫
- 主題曲/主題歌：爆風スランプ「きのうのレジスタンス」
- 録音：宮本久幸
- 編集：冨田功
- 助監督：萩庭貞明
- スチール：竹内健二